# Balance of Power
Balance of Power — музичний альбом гурту Electric Light Orchestra. Виданий 1 березня 1986 року лейблом Epic Records. Загальна тривалість композицій становить 34:18. Альбом відносять до напрямку рок та поп.

## Список пісень
Всі пісні написані Джеффом Лінном.
1. «Heaven Only Knows» — 2:52;
2. «So Serious» — 2:38;
3. «Getting To The Point» — 4:28;
4. «Secret Lives» — 3:26;
5. «Is It Alright» — 3:25;
6. «Sorrow About to Fall» — 3:59;
7. «Without Someone» — 2:48;
8. «Calling America» — 3:26;
9. «Endless Lies» — 2:55;
10. «Send It» — 3:04.

### Додаткові пісні на виданні 2007 року
1. «Opening» — 0:24;
2. «Heaven Only Knows» (альтернативна версія) — 2:32;
3. «In For the Kill» — 3:13;
4. «Secret Lives» (альтернативний мікс) — 3:24;
5. «Sorrow About to Fall» (альтернативна версія) — 3:48;
6. «Caught In a Trap» — 3:44;
7. «Destination Unknown» — 4:10.

## Сингли
- «Calling America»;
- «So Serious»;
- «Getting to the Point».

## Хіт-паради
| Країна          | Позиція | Тижнів |
| --------------- | ------- | ------ |
| Швеція          | 3       | 9      |
| Норвегія        | 4       | 11     |
| Велика Британія | 9       | 12     |
| Швейцарія       | 10      | 10     |
| Японія          | 16      | 27     |
| Австрія         | 29      | 2      |
| Канада          | 46      | 20     |
| США             | 49      | 15     |
| Австралія       | 49      | 11     |